# Casa Tortelli
Casa Tortelli è un edificio storico situato in piazza Broletto a Mantova, addossato alla Torre del Broletto (o Torre del Podestà) del XIII secolo.

## Storia e descrizione
La costruzione venne realizzata agli inizi del Cinquecento su concessione del marchese di Mantova Federico II Gonzaga ad un suo funzionario, Nicola Tortelli.
L'edificio presenta sulla facciata due serliane a simulare una loggia ed è attribuito all'architetto Giulio Romano, al tempo Prefetto delle Fabbriche Gonzaghesche, che rassicurò il principe che la casa non avrebbe causato danni alla torre.